# Fundamental Orders
Fundamental Orders (Porządki Podstawowe, Fundamentalne Zasady) zostały zatwierdzone w mieście Hartford przez radę Kolonii Connecticut 14 stycznia 1639 (według kalendarza gregoriańskiego 24 stycznia 1639). 
Dokument ten regulował sposób w jaki przedstawiciele miast Nowej Anglii tworzą rząd. Opisywał także jego strukturę oraz władzę.
Fundamental Orders ma cechy pisanej konstytucji i jest uznawany za pierwszą pisaną konstytucję w historii kultury politycznej Zachodu, z tego powodu stan Connecticut jako swój przydomek przyjął "The Constitution State" (Kraj Konstytucji). Dokument został spisany przez sekretarza kolonii Thomasa Wellesa.

## Powstania dokumentu
W 1637 roku, miasta Hartford, Wethersfield i Windsor powołały wspólny rząd w czasie wojny z Pekotami. Na wiosnę 1638, wielebny Thomas Hooker wezwał Sąd Generalny do określenia i zatwierdzenia wszystkich zasad opisujących rząd. Uważał, że założenia funkcjonowania władzy powinny opierać się na wolnej umowie ludzi.
Każde z miast wybierało swojego sędziego pokoju i w każdym działał sąd. Connecticut jako podstawę swojego funkcjonowania miało common law, w którym każda decyzja sądu tworzyła precedens i była dokumentowana w archiwum sądowym (ang. Court Orders). Kadencyjna rada kolonii nazywana była General Court a Fundamental Orders postrzegała jako dokument mający regulować sprawy zarządzania kolonią na dłużej. Jeden z pracujących w Sądzie Generalnym założycieli kolonii, Roger Ludlow, mający za sobą studia prawnicze w oksfordzkim Balliol College, brał udział w pracach nad tworzeniem dokumentu.
Kolonia New Haven była w tym czasie oddzielnie zarządzanym terytorium osadniczym i jej mieszkańcy rywalizowali z mieszkańcami miast rzeki Connecticut. Rywalizacja odbywała się nie tylko w handlu, ale także w wysiłkach w przyciąganiu nowych osadników, a po wydaniu Fundamental Orders także w sferze stanowienia rządu kolonii. New Haven ustanowiło swoją, zbliżoną do tej z Connecticut 4 czerwca 1639.

## Prawa jednostki
Fundamental Orders z Connecticut to krótki dokument, ale zawiera zasady, które później zastosowano przy tworzeniu rządu Stanów Zjednoczonych. Dokumentu stwierdzał, że władza opiera się na prawach jednostki. Zarządzenia opisują prawa jednostek oraz to w jaki sposób są one chronione przez władzę. Fundamental Orders stanowiły, że każdy wolny człowiek ma prawo brać udział w tajnych wyborach swojego rządu przy użyciu papierowych kart do głosowania. Stanowi także zakres władzy rządu oraz to czym jest on ograniczany.
W 1662 roku Statut Królewski (Royal Charter') zastąpił zarządzenia kolonistów, ale główny zarys statutu pisany był w Connecticut i wpisano w niego prawa i mechanikę Fundamental Orders. Royal Charter został dostarczony do Anglii przez gubernatora Johna Winthropa i zatwierdzony przez brytyjskiego monarchę, króla Karola II. Koloniści widzieli w nim kontynuację pierwszego dokumentu.
Dziś, prawa jednostki zapewniane w Orders oraz kolejne, przyznawane wraz z ewolucją ustroju, są wciąż zawarte w Declaration of Rights w pierwszym artykule aktualnej Konstytucji Connecticut, uchwalonej w 1965 roku.